# Lijst van voetbalinterlands Joegoslavië - Zwitserland
Deze lijst van voetbalinterlands is een overzicht van alle officiële voetbalwedstrijden tussen de nationale teams van Joegoslavië en Zwitserland. De landen speelden dertien keer tegen elkaar. De eerste ontmoeting, een vriendschappelijke wedstrijd, werd gespeeld in Zürich op 7 mei 1933. Het laatste duel, een kwalificatiewedstrijd voor het Wereldkampioenschap voetbal 2002, vond plaats op 1 september 2001 in Bazel.

## Wedstrijden
| №  | Plaats         | Datum             | Competitie           | Wedstrijd                 | Uitslag |
| -- | -------------- | ----------------- | -------------------- | ------------------------- | ------- |
| 1  | Zürich         | 7 mei 1933        | Vriendschappelijk    | Zwitserland − Joegoslavië | 4 − 1   |
| 2  | Belgrado       | 24 september 1933 | WK 1934 kwalificatie | Joegoslavië − Zwitserland | 2 − 2   |
| 3  | Bern           | 11 juni 1950      | Vriendschappelijk    | Zwitserland − Joegoslavië | 0 − 4   |
| 4  | Belo Horizonte | 25 juni 1950      | WK 1950              | Joegoslavië − Zwitserland | 3 − 0   |
| 5  | Belgrado       | 24 juni 1951      | Vriendschappelijk    | Joegoslavië − Zwitserland | 7 − 3   |
| 6  | Belgrado       | 26 juni 1955      | Vriendschappelijk    | Joegoslavië − Zwitserland | 0 − 0   |
| 7  | Bazel          | 26 april 1959     | Vriendschappelijk    | Zwitserland − Joegoslavië | 1 − 5   |
| 8  | Bazel          | 26 oktober 1983   | Vriendschappelijk    | Zwitserland − Joegoslavië | 2 − 0   |
| 9  | Luzern         | 24 augustus 1988  | Vriendschappelijk    | Zwitserland − Joegoslavië | 0 − 2   |
| 10 | Bazel          | 6 juni 1998       | Vriendschappelijk    | Zwitserland − Joegoslavië | 1 − 1   |
| 11 | Niš            | 2 september 1998  | Vriendschappelijk    | Joegoslavië − Zwitserland | 1 − 1   |
| 12 | Belgrado       | 24 maart 2001     | wK 2002 kwalificatie | Joegoslavië − Zwitserland | 1 − 1   |
| 13 | Bazel          | 1 september 2001  | WK 2002 kwalificatie | Zwitserland − Joegoslavië | 1 − 2   |

## Samenvatting
| Competitie        | Totaal gespeeld | Winst Joegoslavië | Gelijk | Winst Zwitserland | Doelsaldo Joegoslavië – Zwitserland |
| ----------------- | --------------- | ----------------- | ------ | ----------------- | ----------------------------------- |
| WK-eindronde      | 1               | 1                 | 0      | 0                 | 3 – 0                               |
| WK-kwalificatie   | 3               | 1                 | 2      | 0                 | 5 – 4                               |
| Vriendschappelijk | 9               | 4                 | 3      | 2                 | 21 – 12                             |
| Totaal            | 13              | 6                 | 5      | 2                 | 29 – 16                             |

## Details

### Eerste ontmoeting
| Vriendschappelijk (Zürich, Zwitserland, 7 mei 1933): |              | |
| Zwitserland | 4 – 1        | Joegoslavië |
| Willy Von Känel 4' Max Abegglen 36' Max Abegglen 61' Alfred Jäck 78'                                                                                                 | goals        | 21' Ivan Hitrec |
| Selectiecommissie | bondscoach   | Branislav Veljković |
| Frank Séchehaye Severino Minelli Karl Bielser Gabriele Gilardoni Otto Imhof Ernst Hufschmid Willy Von Känel André Abegglen Raymond Passello Max Abegglen Alfred Jäck | opstellingen | Franjo Glaser Miroslav Lukić Dragomir Tošić Milorad Arsenijević Gustav Lechner Anđelko Marušić Aleksandar Tirnanić Blagoje Marjanović Ivan Hitrec Đorđe Vujadinović Branislav Sekulić |

### Vierde ontmoeting
| WK 1950 (Belo Horizonte, Brazilië, 25 juni 1950):        |       |             |
| Joegoslavië                                              | 3 – 0 | Zwitserland |
| Rajko Mitić 59' Kosta Tomašević 70' Tihomir Ognjanov 75' | goals |             |

### Zesde ontmoeting
| Vriendschappelijk (Belgrado, Joegoslavië, 26 juni 1955): |              | |
| Joegoslavië | 0 – 0        | Zwitserland |
| | goals        | |
| Aleksandar Tirnanić | bondscoach   | Selectiecommissie |
| Vladimir Beara Bruno Belin Miljan Zeković Vujadin Boškov Ivica Horvat Dobroslav Krstić Rajko Mitić Miloš Milutinović 46' Bernard Vukas Joško Vidošević Branko Zebec | opstellingen | Antonio Permunian 80' Roger Mathis Gilbert Dutoit Charles Kunz Eugen Meier Josef Zürcher Francesco Chiesa Robert Ballaman Josef Hügi Marcel Vonlanden Ferdinando Riva |
| Jovan Cokić 46' | wissels      | 80' Hannes Schmidhauser |
| - Debuut van Charles Kunz (Servette FC) en Josef Zürcher (Lausanne Sports) voor Zwitserland.                                                                        |              | |

### Tiende ontmoeting
| Vriendschappelijk (Bazel, Zwitserland, 6 juni 1998): |              | |
| Zwitserland | 1 – 1        | Joegoslavië |
| Patrick Müller 83' | goals        | 6' Branko Brnović |
| Gilbert Gress | bondscoach   | Slobodan Santrač |
| Pascal Zuberbühler Johann Vogel Sébastian Fournier Stéphane Henchoz Marco Zwyssig Murat Yakin Johann Lonfat 46' Frédéric Chassot 61' Alexandre Comisetti 77' Davide Sesa 87' Stéphane Chapuisat | opstellingen | Ivica Kralj Zoran Mirković Goran Đorović 46' Slaviša Jokanović 46' Miroslav Đukić 46' Branko Brnović Vladimir Jugović Dragan Stojković Siniša Mihajlović 46' Predrag Mijatović 77' Savo Milošević |
| Bernt Haas 46' Patrick De Napoli 61' Patrick Müller 77' Fabio Celestini 87' Martin Brunner | wissels      | 46' Slobodan Komljenović 46' Željko Petrović 46' Dejan Govedarica 46' Darko Kovačević 77' Dejan Stanković                                                                                         |
| - Debuut van Fabio Celestini (Lausanne Sports) voor Zwitserland. |              | |

### Elfde ontmoeting
| Vriendschappelijk (Niš, Joegoslavië, 2 september 1998): |              | |
| Joegoslavië | 1 – 1        | Zwitserland |
| Dejan Stanković 51' | goals        | 58' David Sesa |
| Milan Živadinović | bondscoach   | Gilbert Gress |
| Ivica Kralj Zoran Mirković Goran Djorović Slaviša Jokanović 46' Slobodan Komljenović 46' Dejan Stanković Vladimir Jugović Dragan Stojković 46' Siniša Mihajlović 38' Darko Kovačević 46' Predrag Mijatovic 61' | opstellingen | Andreas Hilfiker Johann Vogel Regis Rothenbühler Stephane Henchoz 70' Stefan Wolf Murat Yakin David Sesa 61' Raphaël Wicky 46' Fabio Celestini Patrick Müller Stephané Chapuisat |
| Niša Saveljić 38' Savo Milošević 46' Predrag Đorđević 46' Kristijan Đorđević 46' Albert Nađ 46' Ilija Ivić 61'                                                                                                 | wissels      | 46' Marco Grassi 61' Bernt Haas 70' Ramon Vega |
| | gele kaarten | 20' David Sesa |
| | rode kaarten | 84' Marco Grassi |
| - Debuut van Kristijan Đorđević, Ilija Ivić en Predrag Đorđević voor Joegoslavië. |              | |

### Twaalfde ontmoeting
| WK 2002 kwalificatie (Belgrado, Joegoslavië, 24 maart 2001): |              | |
| Joegoslavië | 1 – 1        | Zwitserland |
| Siniša Mihajlović 68' | goals        | 84' Stéphane Chapuisat |
| Milovan Đorić | bondscoach   | Enzo Trossero |
| Aleksandar Kocić Siniša Mihajlović Igor Duljaj Predrag Đorđević 65' Milan Obradović Miroslav Đukić Nikola Lazetić 79' Dejan Stanković 57' Vladimir Jugović Mateja Kežman Savo Milošević | opstellingen | Marco Pascolo Marc Zellweger Stéphane Henchoz Patrick Müller Yvan Quentin Johann Lonfat Johann Vogel Sébastien Fournier 74' Massimo Lombardo 59' Hakan Yakin 88' Stéphane Chapuisat |
| Vladimir Ivić 57' Darko Kovačević 65' Dejan Stefanović 79' | wissels      | 59' Alexander Frei 74' Patrick Bühlmann 88' Ramon Vega |
| Vladimir Jugović 76' | gele kaarten | 17' Stéphane Henchoz |

### Dertiende ontmoeting
| WK 2002 kwalificatie (Bazel, Zwitserland, 1 september 2001): |              | |
| Zwitserland | 1 – 2        | Joegoslavië |
| Hakan Yakin 21' | goals        | 39' Savo Milošević 72' Mladen Krstajić |
| Jakob Kuhn | bondscoach   | Vujadin Boškov, Dejan Savićević en Ivan Ćurković |
| Marco Pascolo Marc Zellweger 75' Bruno Berner Murat Yakin Patrick Müller Johann Vogel David Sesa 75' Alexandre Comisetti 72' Hakan Yakin Sébastien Fournier Kubilay Türkyilmaz | opstellingen | Ivica Kralj Zoran Mirković Mladen Krstajić Slaviša Jokanović Miroslav Đukić Boban Dmitrović 67' Nikola Lazetić 69' Savo Milošević Predrag Đorđević Mateja Kežman 80' Predrag Mijatović |
| Ciriaco Sforza 72' Alexander Frei 75' Stéphane Chapuisat 75' | wissels      | 67' Ljubinko Drulović 69' Darko Kovačević 80' Dejan Stanković |
| | gele kaarten | 38' Zoran Mirković |
| Hakan Yakin 41', 64' | rode kaarten | |

FSJ · A-internationals · Bondscoaches · Selecties · Joegoslavisch vrouwenelftal · Joegoslavië U21 · Joegoslavië U19 · Joegoslavië U18 · Joegoslavië U17 · Joegoslavië U16
1920 – 1929 ·
1930 – 1939 ·
1940 – 1949 ·
1950 – 1959 ·
1960 – 1969 ·
1970 – 1979 ·
1980 – 1989 ·
1990 – 1999 ·
2000 – 2002
EK 1960 · 
EK 1968 · 
EK 1976 · 
EK 1984 · 
EK 2000
WK 1930 · 
WK 1950 · 
WK 1954 · 
WK 1958 · 
WK 1962 · 
WK 1974 · 
WK 1982 · 
WK 1990 · 
WK 1998 · 
OS 1920 · 
OS 1924 · 
OS 1928 · 
OS 1948 · 
OS 1952 · 
OS 1956 · 
OS 1960 · 
OS 1980 · 
OS 1984 · 
OS 1988
1920 · 
1921 · 
1922 · 
1923 · 
1924 · 
1925 · 
1926 · 
1927 · 
1928 · 
1929 · 
1930 · 
1931 · 
1932 · 
1933 · 
1934 · 
1935 · 
1936 · 
1937 · 
1938 · 
1939 · 
1940 · 
1941 · 
1942 · 1943 · 1944 · 1945 · 
1946 · 
1947 · 
1948 · 
1949 · 
1950 · 
1952 · 
1952 · 
1953 · 
1954 · 
1955 · 
1956 · 
1957 · 
1958 · 
1959 · 
1960 · 
1961 · 
1962 · 
1963 · 
1964 · 
1965 · 
1966 · 
1967 · 
1968 · 
1969 · 
1970 · 
1971 · 
1972 · 
1973 · 
1974 · 
1975 · 
1976 · 
1977 · 
1978 · 
1979 · 
1980 · 
1981 · 
1982 · 
1983 · 
1984 · 
1985 · 
1986 · 
1987 · 
1988 · 
1989 · 
1990 · 
1991 · 
1992 · 
1993 · 
1994 · 
1995 · 
1996 · 
1997 · 
1998 · 
1999 · 
2000 · 
2001 · 
2002 · 
Albanië ·
Algerije ·
Argentinië ·
Bangladesh ·
België ·
Bolivia ·
Bosnië en Herzegovina · 
Brazilië ·
Bulgarije ·
Canada ·
Chili ·
China ·
Colombia ·
Congo-Kinshasa ·
Costa Rica ·
Cyprus ·
Denemarken ·
DDR ·
Duitsland ·
Ecuador ·
Egypte ·
El Salvador · 
Engeland ·
Ethiopië ·
Faeröer ·
Finland ·
Frankrijk ·
Ghana · 
Griekenland ·
Honduras ·
Hongarije ·
Hongkong ·
Ierland ·
Indonesië ·
Iran ·
Israël ·
Italië ·
Japan ·
Kroatië ·
Luxemburg ·
Malta ·
Marokko ·
Mexico ·
Nederland ·
Nigeria ·
Noord-Ierland ·
Noord-Macedonië ·
Noorwegen ·
Oekraïne ·
Oostenrijk ·
Paraguay ·
Peru · 
Polen ·
Portugal ·
Roemenië ·
Rusland ·
Saarland ·
Schotland ·
Slovenië ·
Slowakije ·
Sovjet-Unie ·
Spanje ·
Tsjechië ·
Tsjecho-Slowakije ·
Tunesië ·
Turkije ·
Uruguay ·
Venezuela ·
Verenigde Arabische Emiraten ·
Verenigde Staten ·
Wales ·
Zuid-Korea ·
Zweden ·
Zwitserland
SFV · A-internationals · Selecties · Bondscoaches · Zwitsers vrouwenelftal · Olympisch elftal · Zwitserland U21 · Zwitserland U19 · Zwitserland U18 · Zwitserland U17 · Zwitserland U16 · Vrouwen U17
1905 – 1919 · 
1920 – 1929 · 
1930 – 1939 · 
1940 – 1949 · 
1950 – 1959 · 
1960 – 1969 · 
1970 – 1979 · 
1980 – 1989 · 
1990 – 1999 · 
2000 – 2009 · 
2010 – 2019 · 
2020 – 2029
EK's: 1996 · 
2004 · 
2008 · 
2016 · 
2020 · 
2024
WK's: 1934 · 
1938 · 
1950 · 
1954 · 
1962 · 
1966 · 
1994 · 
2006 · 
2010 · 
2014 · 
2018 · 
2022
OS: 1924 · 
1928 · 
2012
1905 · 
1906 · 1907 · 
1908 · 
1909 · 
1910 · 
1911 · 
1912 · 
1913 · 
1914 · 
1915 · 
1916 · 
1917 · 
1918 · 
1919 · 
1920 · 
1921 · 
1922 · 
1923 · 
1924 · 
1925 · 
1926 · 
1927 · 
1928 · 
1929 · 
1930 · 
1931 · 
1932 · 
1933 · 
1934 · 
1935 · 
1936 · 
1937 · 
1938 · 
1939 · 
1940 · 
1941 · 
1942 · 
1943 · 
1944 · 
1945 · 
1946 · 
1947 · 
1948 · 
1949 · 
1950 · 
1952 ·
1952 · 
1953 · 
1954 · 
1955 · 
1956 · 
1957 · 
1958 · 
1959 · 
1960 · 
1961 · 
1962 · 
1963 · 
1964 · 
1965 · 
1966 · 
1967 · 
1968 · 
1969 · 
1970 · 
1971 · 
1972 · 
1973 · 
1974 · 
1975 · 
1976 · 
1977 ·
1978 · 
1979 · 
1980 · 
1981 · 
1982 · 
1983 · 
1984 · 
1985 · 
1986 · 
1987 · 
1988 · 
1989 · 
1990 ·
1991 · 
1992 · 
1993 · 
1994 ·
1995 · 
1996 · 
1997 · 
1998 · 
1999 · 
2000 · 
2001 · 
2002 · 
2003 · 
2004 · 
2005 · 
2006 · 
2007 · 
2008 · 
2009 · 
2010 · 
2011 · 
2012 · 
2013 ·
2014 ·
2015 ·
2016 ·
2017 ·
2018 ·
2019 ·
2020 ·
2021 ·
2022
Albanië ·
Algerije · 
Andorra · 
Argentinië ·
Australië ·
Azerbeidzjan ·
België ·
Bolivia ·
Bosnië en Herzegovina ·
Brazilië ·
Bulgarije ·
Canada ·
Chili ·
China ·
Colombia ·
Costa Rica ·
Cyprus ·
Denemarken ·
DDR ·
Duitsland ·
Ecuador ·
Egypte ·
Engeland · 
Estland ·
Faeröer ·
Finland ·
Frankrijk ·
Georgië ·
Ghana ·
Gibraltar ·
Griekenland ·
Honduras ·
Hongarije ·
Hongkong ·
Ierland ·
IJsland ·
Israël ·
Italië ·
Ivoorkust ·
Jamaica ·
Japan ·
Joegoslavië ·
Kameroen ·
Kenia ·
Kosovo ·
Kroatië ·
Letland ·
Liechtenstein ·
Litouwen ·
Luxemburg ·
Malta ·
Marokko ·
Mexico ·
Moldavië ·
Montenegro ·
Nederland ·
Nigeria ·
Noord-Ierland ·
Noorwegen ·
Oekraïne ·
Oman ·
Oostenrijk ·
Panama ·
Peru ·
Polen ·
Portugal ·
Qatar ·
Roemenië ·
Rusland ·
Saarland ·
San Marino ·
Schotland ·
Servië ·
Slovenië ·
Slowakije ·
Sovjet-Unie · 
Spanje ·
Togo ·
Tsjechië ·
Tsjecho-Slowakije ·
Tunesië ·
Turkije ·
Uruguay ·
Venezuela ·
VA Emiraten ·
Verenigde Staten ·
Wales ·
Wit-Rusland ·
Zimbabwe ·
Zuid-Korea ·
Zweden
Albanië (2016) ·
Argentinië (2014) ·
Brazilië (2018) ·
Chili (2010) ·
Costa Rica (2018) ·
Ecuador (2014) ·
Frankrijk (2006) ·
Frankrijk (2014) ·
Frankrijk (2016) ·
Frankrijk (2021) ·
Honduras (2010) · 
Honduras (2014) · 
Italië (2021) · 
Oekraïne (2006) ·
Portugal (2008)  · 
Portugal (2022) · 
Roemenië (2016) · 
Servië (2018) ·
Spanje (2010) ·
Spanje (2021) ·
Togo (2006) ·
Tsjechië (2008) ·
Turkije (2008) ·
Turkije (2021) ·
Wales (2021) ·
Zuid-Korea (2006) ·
Zweden (2018)